# Kerti muskátli
A kerti muskátli (Pelargonium × hortorum) a gólyaorrvirágúak (Geraniales) rendjébe, ezen belül a gólyaorrfélék (Geraniaceae) családjába tartozó termesztett hibridnövény, mely a sávoslevelű muskátli (Pelargonium zonale) és a Pelargonium inquinans keresztezéséből jött létre.

## Tudnivalók
A kerti muskátli amint neve is mutatja kerti dísznövény. Tömzsi felépítésű, nagyméretű növény, melyen egyszerű vagy dupla virágok vannak. A virágok sokféle színben kaphatók; lehetnek: vörösek, többféle rózsaszín árnyalatok és fehérek. Újabban narancssárga és sárga változatokat is kialakítottak. Levelei gyakran illatosak. A fajta kialakítása a 18. század vége felé kezdődött. Egyes dulpa virágúak nem tudnak teljesen kinyílni, emiatt „bimbós muskátlinak” (Rosebud Pelargonium) nevezik.
Ezt a növényfajtát a futómuskátlival (Pelargonium peltatum) keresztezve, létrejön Pelargonium × lateripes L'Hér. in Aiton, Hort. Kew. 2: 428, t. 24. 1789.
E muskátli virágának szirma kviszkálsavt tartalmaz.

## Képek

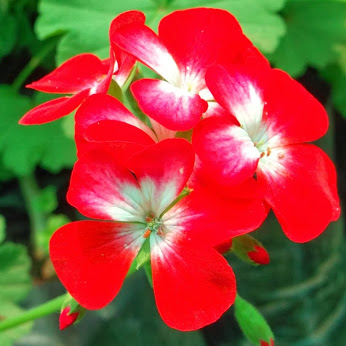
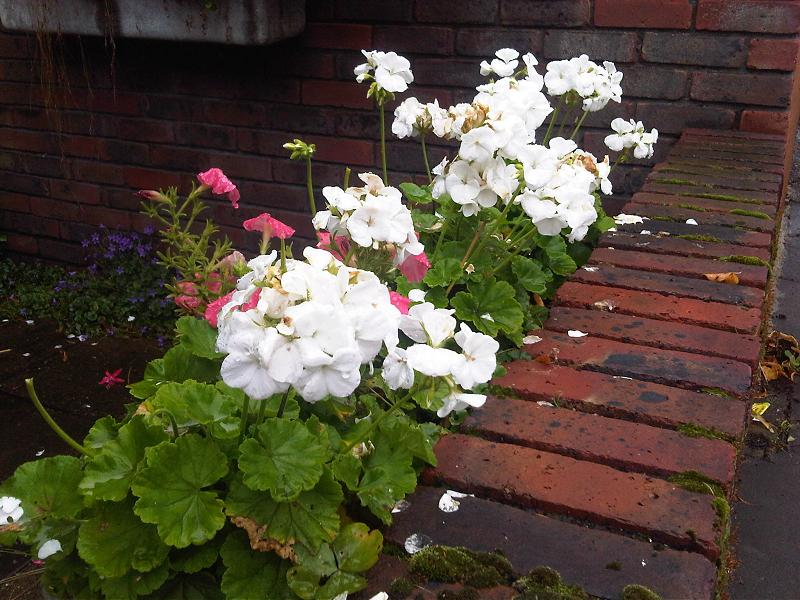
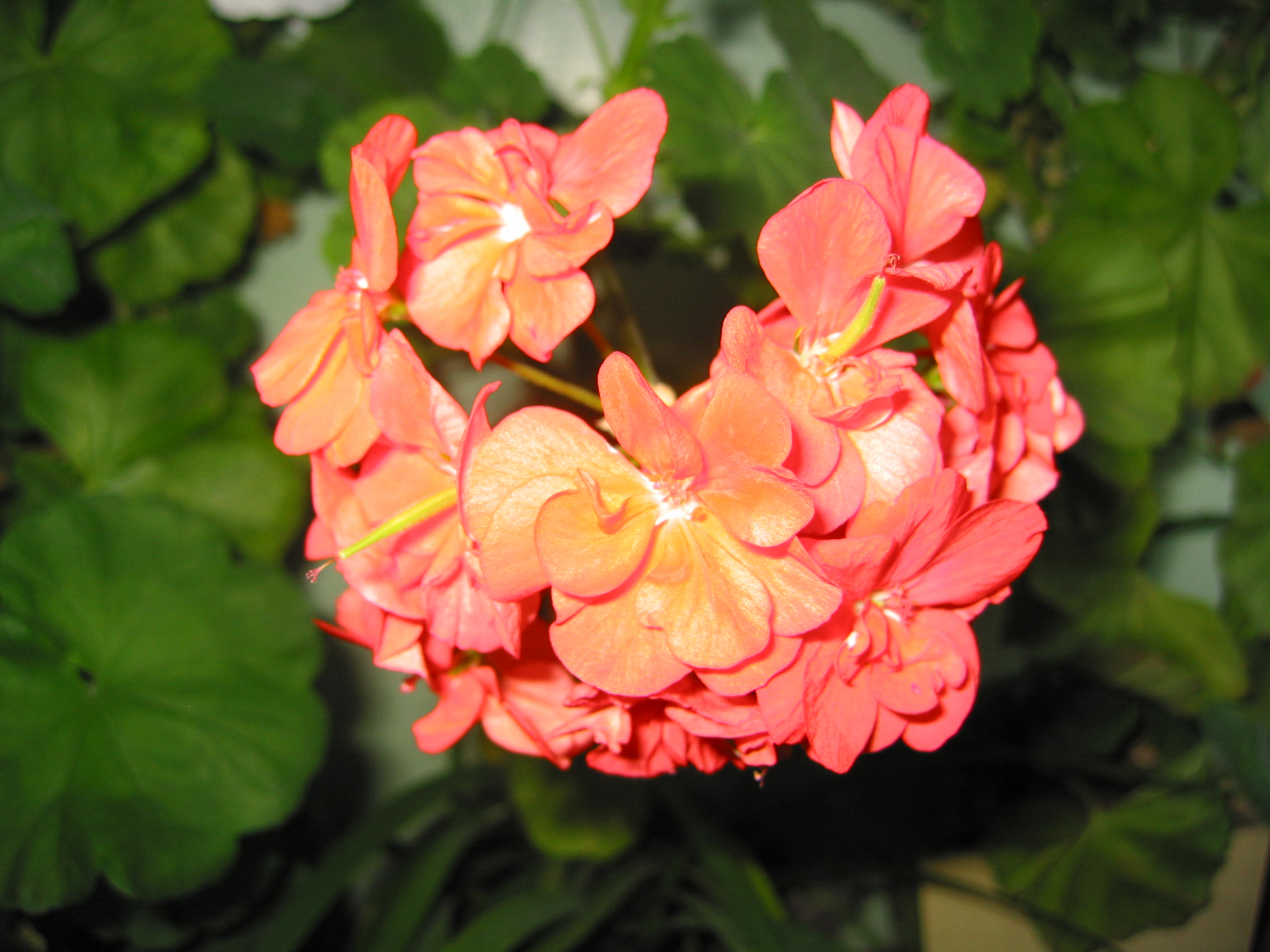
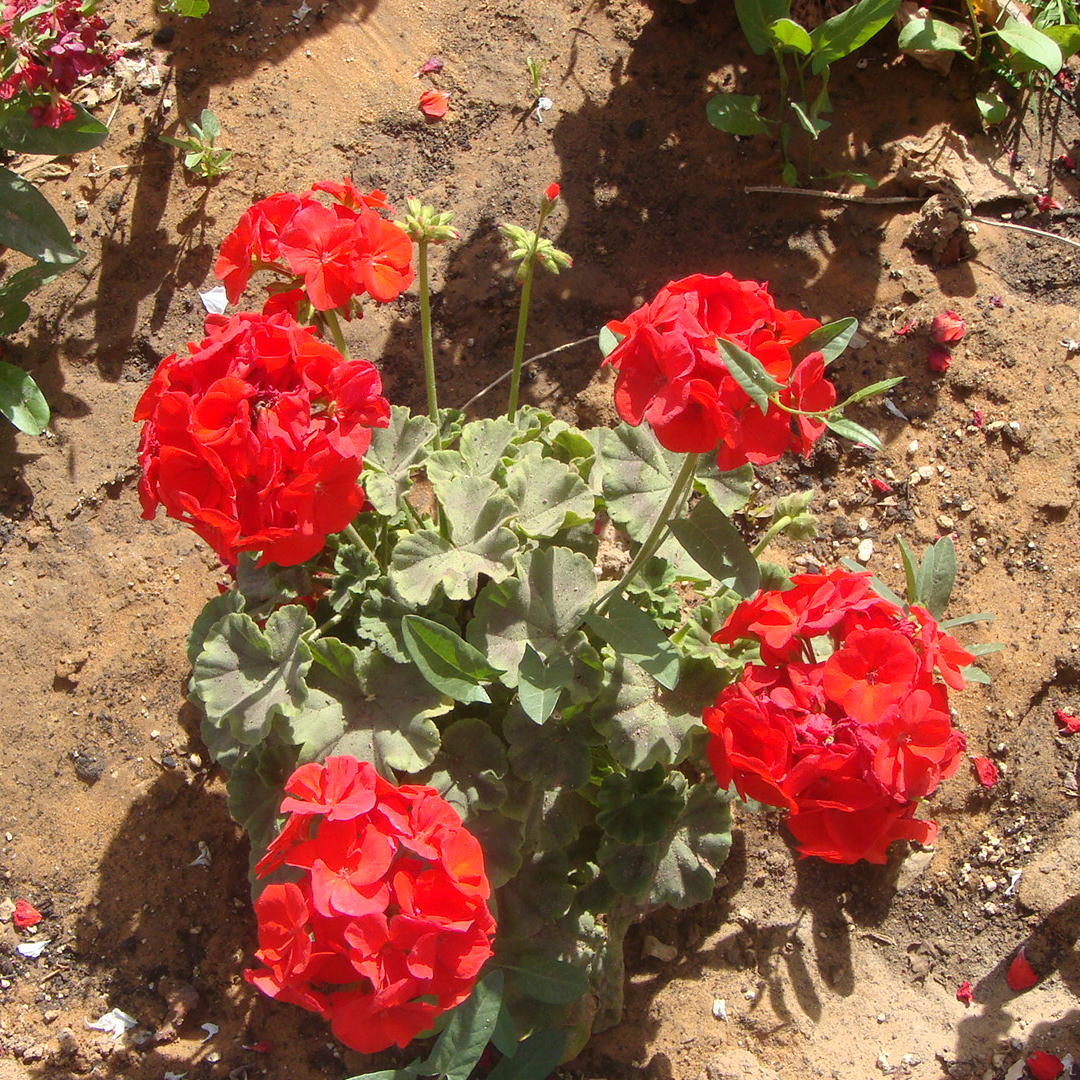
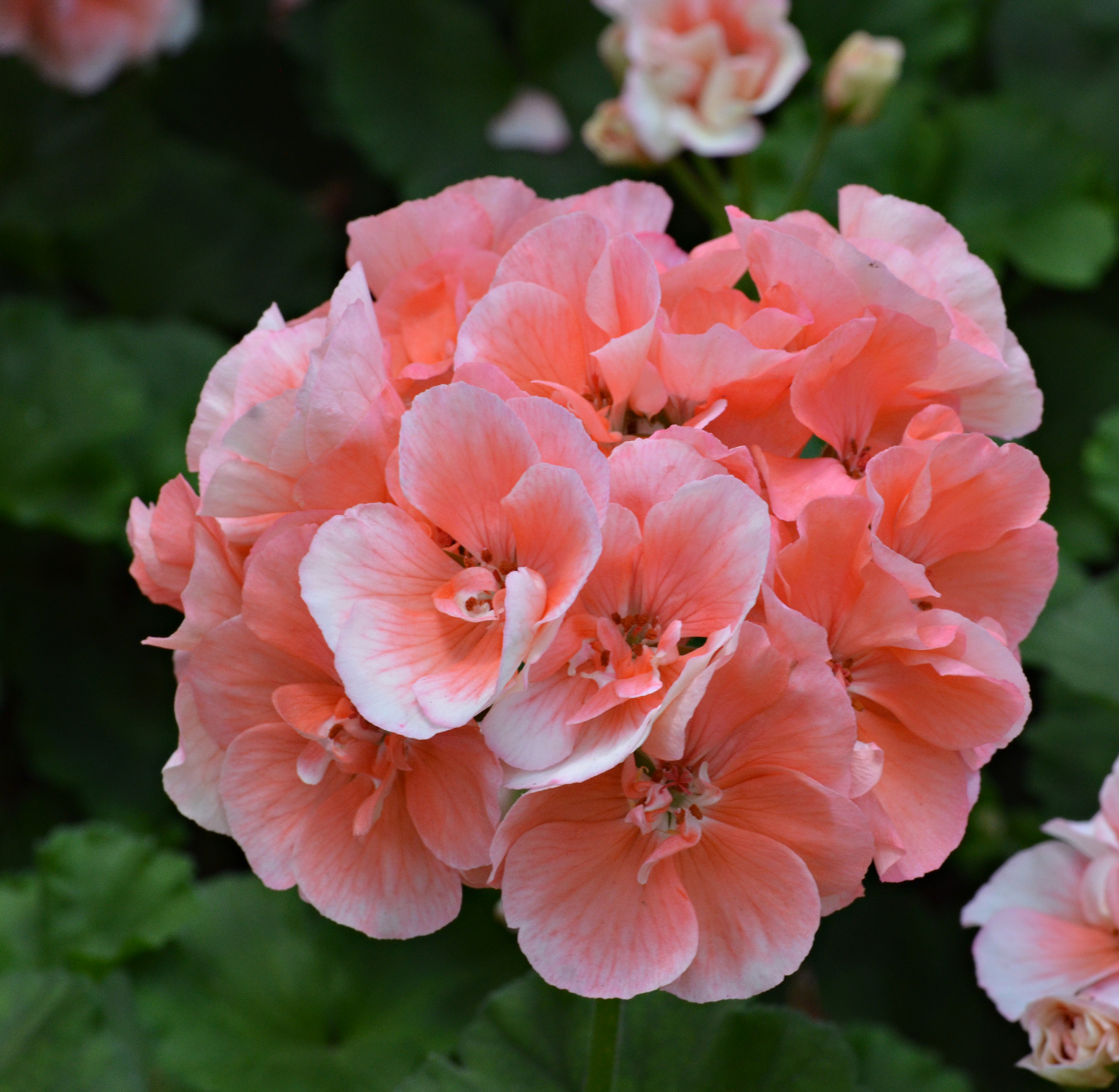
'Dynamo Salmon'

## Fordítás
- Ez a szócikk részben vagy egészben  a   Pelargonium × hortorum című angol Wikipédia-szócikk ezen változatának fordításán alapul.  Az eredeti cikk szerkesztőit annak laptörténete sorolja fel. Ez a jelzés csupán a megfogalmazás eredetét és a szerzői jogokat jelzi, nem szolgál a cikkben szereplő információk forrásmegjelöléseként.